# Champions Golf Club
De Champions Golf Club is een golfclub in de Verenigde Staten. De club werd opgericht in 1957 en bevindt zich in Houston, Texas. De club heeft een 36-holesgolfbaan, bestaande uit twee 18-holesbanen met een par van 71.
De twee 18-holesbanen hebben elk een eigen naam: de "Cypress Creek"- en de "Jack Rabbit"-baan. De "Cypress Creek" werd opgericht in 1959 en is ontworpen door de golfbaanarchitect Ralph Plummer. De "Jack Rabbit" werd opgericht in 1964 en is ontworpen door George Fazio.

## Golftoernooien
De club hield meerdere belangrijke golftoernooien:
- Houston Open: 1966, 1967, 1968, 1970 & 1971
- Southern Amateur: 1973 & 1980
- Ryder Cup: 1967
- US Open: 1969
- US Women’s Mid Amateur: 1998
- Nabisco Championship: 1990
- US Amateur: 1993
- The Tour Championship: 1997, 1999, 2001 & 2003
- Champions Cup Invitational 1961–1968 & 1976–2012